# Киаламберто
Киаламбѐрто (на италиански: Chialamberto; на пиемонтски: Cialambèrt, Чаламберт, на окситански: Tchalambert, Чаламберт, на френски: Chalambert, Шаламбер) е село и община в Метрополен град Торино, регион Пиемонт, Северна Италия. Разположено е на 875 m надморска височина. Към 1 януари 2020 г. населението на общината е 355 души, от които 31 са чужди граждани.